# Edward Tudor-Pole

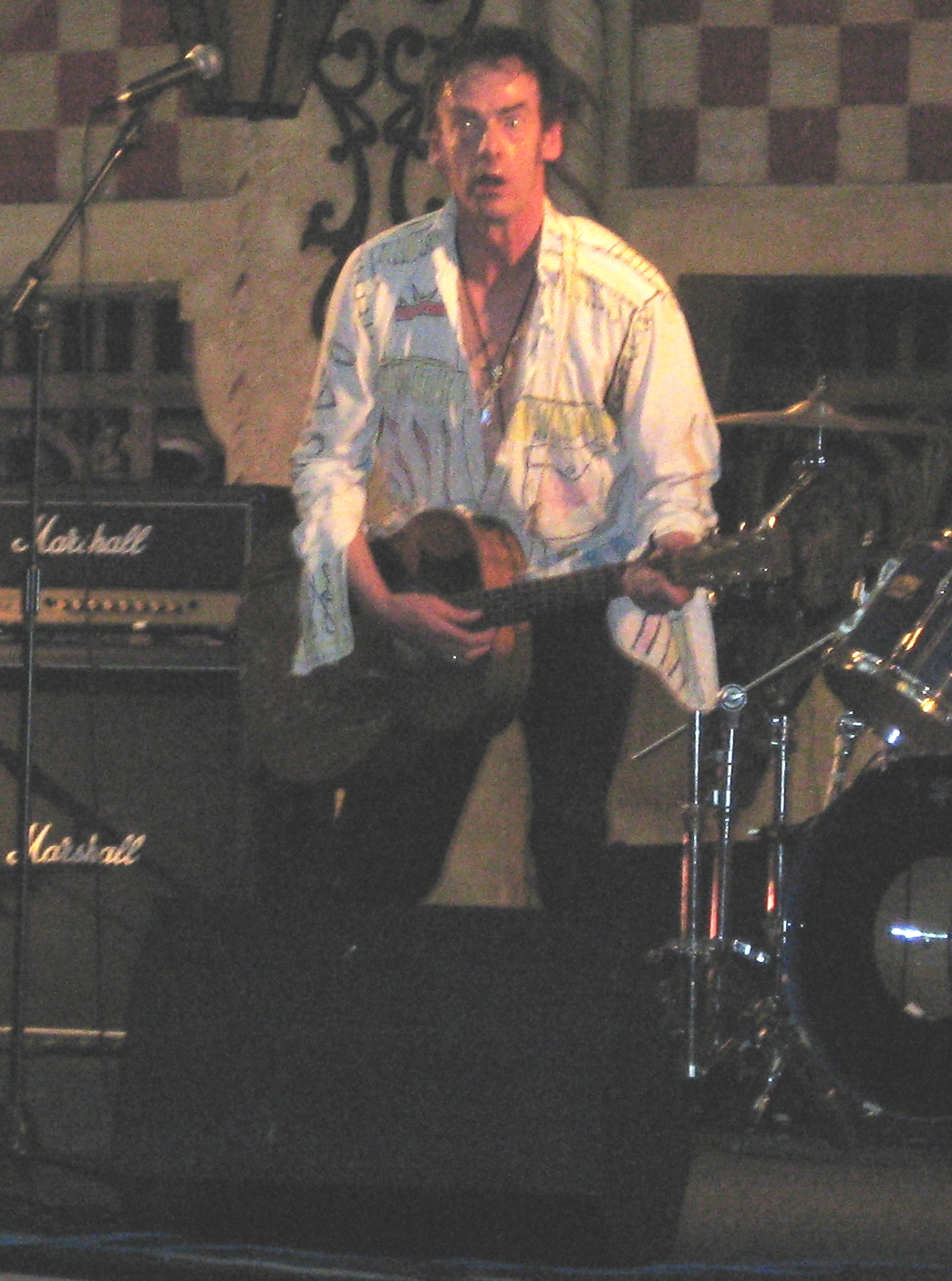
Edward Tudor-Pole

Edward Tudor-Pole est un musicien, chanteur (sous le nom de Eddie Tenpole), présentateur de télévision et acteur anglais né le 6 décembre 1955.

## Biographie
Edward Tudor-Pole a chanté plusieurs titres de The Great Rock 'n' Roll Swindle avec les Sex Pistols. Il a été le leader du groupe Tenpole Tudor.
Il a joué le rôle de Barjow dans la saga Harry Potter.

## Filmographie
- 1979 : Punk Can Take It
- 1980 : The Great Rock 'n' Roll Swindle : Tadpole (kiosk attendant)
- 1986 : Straight to Hell : Rusty Zimmerman
- 1986 : Absolute Beginners : Ed the Ted
- 1986 : Sid and Nancy : Hotelier - U.K.
- 1987 : Walker : Doubleday
- 1988 : Drowning by Numbers : Mr. 71 Van Dyke
- 1990 : Chasseur blanc, cœur noir, de Clint Eastwood : Reissar - a British Partner
- 1994 : Blackout : Brother Francis
- 1994 : Princesse Caraboo : Lord Neville
- 1996 : Different for Girls : Prosecuting Solicitor
- 1996 : La lengua asesina : Flash
- 1997 : Tunnel of Love : Biker
- 1997 : Kull le conquérant de John Nicolella : Enaros
- 1998 : Tale of the Mummy : Blind Man
- 1998 : Les Misérables : Landlord
- 2000 : Some Voices : Lighter Seller
- 2000 : Quills : Franval
- 2002 : Harry Potter et la Chambre des secrets, de Chris Columbus, Barjow (version longue)
- 2004 : The Life and Death of Peter Sellers : Spike Milligan
- 2005 : GamerZ : Dr. Denham
- 2008 : Faintheart : Lollipop Man / Death Metal Singer
- 2013 : The Man on the Moor : David Turner